# Béla Goldoványi
Béla Goldoványi, född 20 december 1925 i Budapest, död 16 november 1972 i Budapest, var en ungersk friidrottare.
Goldoványi blev olympisk bronsmedaljör på 4 x 100 meter vid sommarspelen 1952 i Helsingfors.